# Rio Bâlea
O Rio Bâlea é um rio da Romênia afluente do rio Cârţişoara, localizado no distrito de Sibiu.